# 八幡市
八幡市（やわたし）は、京都府の南部に位置する市。
人口は約7万人。

## 概要

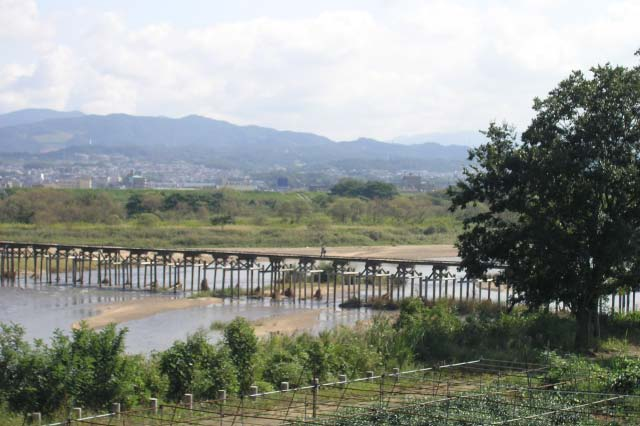
上津屋橋

皇室や武家から庶民まで幅広い信仰を集めていた石清水八幡宮の鳥居前町として発達した。
木津川と宇治川、桂川の3つの河川が合流する付近に立地しており、川を挟んだ向こう岸にある山崎との間に架けた山崎橋が何度も流されたことから、渡し船で往来する時代が長く続いた。
そうした水害の生じやすい低湿地が広がっていたことから、旧市街地は自然堤防と呼ばれる周辺よりやや高くなった場所に立地していた。
京都盆地の南山に位置する。鳩が峰、男山山系の竹林は美しく、平安時代の作品『竹取物語』のモデルは八幡市もしくは京都府長岡京市のどちらかであると言われている。
また、発明家トーマス・エジソンが世界で初めて白熱電球を発明した際、電球のフィラメントに八幡市の竹を使用したことでも有名。市内にはエジソン記念碑とエジソン通りが存在し、エジソンのアメリカ合衆国の故郷であるオハイオ州マイランとは姉妹都市である。
1970年代以降、京阪電気鉄道（京阪）樟葉駅（大阪府枚方市）に近い男山・橋本地区で、京阪や日本住宅公団（現・都市再生機構）などがくずはローズタウンや男山団地などの大規模な住宅を造成したことから、大阪市方面のベッドタウンとして人口が短期間で約2倍に増加した。この人口増により1977年（昭和52年）11月1日に市制を施行したが、その後は1990年代をピークとして人口がやや減少している。は八幡市はこの点で同じような発展の仕方をし、かつ街の規模までもが似ている千葉県八千代市とよく比較されている。
また滋賀県近江八幡市は福岡県の八幡市（やはたし）と区別するために近江とつけたが、1977年当時福岡県八幡市は消滅していた（小倉市などの四市と合併し北九州市八幡区となり、現在は八幡東区及び八幡西区となっている）ため、同名回避の必要はなかったので近江八幡市よりも後の市制施行だが八幡市となった。
この間、1980年頃には一部の市民団体により、大阪府枚方市への越境合併あるいは八幡市単独での大阪府への編入による京都府から大阪府への移行が要望されていたこともあった。しかし2020年代より再度京都府から大阪府への移行が要望されるようになった。
現在は京都市、枚方市、大阪市など市外への通勤・通学者が多く、都市雇用圏としては京都都市圏に含まれる。そのため京都市や大阪府枚方市との合併が市役所へ提案されることもある。美濃山・欽明台地区においてニュータウン、京阪東ローズタウンの宅地開発が進み、国道1号、第2京阪道路、京滋バイパス、新名神高速道路が通る府内屈指の交通の要所であることから商業地が増加している。
八幡市には幾つかの飛地があり、それらは京都市伏見区と久世郡久御山町との境や京田辺市と大阪府枚方市との境に置かれている。北東（伏見区・久御山町側）の飛び地は、1868年（慶応4年）に木津川の流路付け替え工事が行われた際、代替地として旧河道が提供されたことに起因する。

### 名称
市名の読みは「やわた」である。日本全国に「八幡」が付く市は4市あるが、本市と同じ読み方をする事例は他に愛媛県八幡浜市がある。
地名の由来
市名は市内に鎮座する日本三大八幡宮の一社、石清水八幡宮に由来する。

## 地理

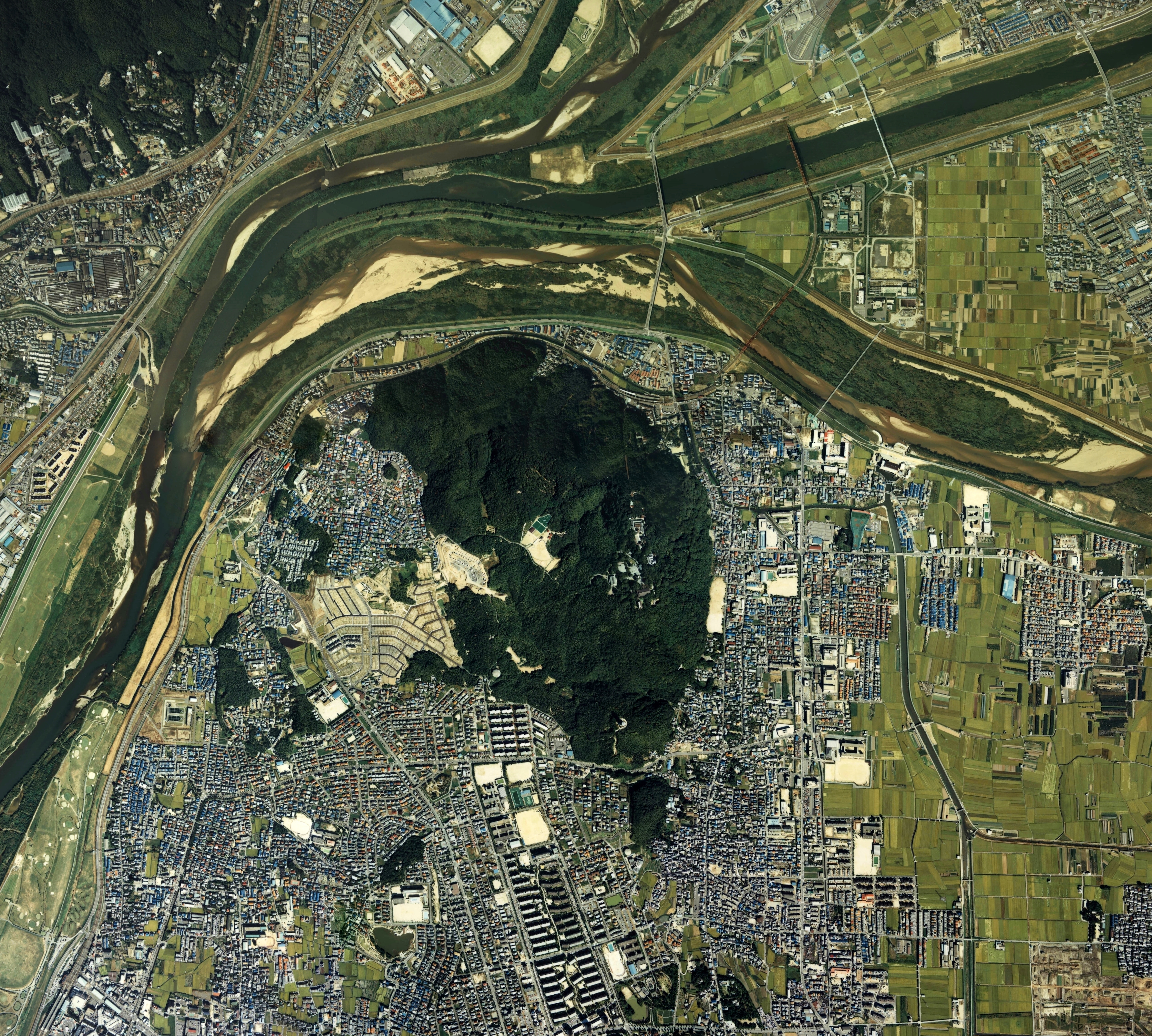
八幡市中心部周辺の空中写真。中央に男山。市域北西に木津川、宇治川、桂川の3河川合流点がある。1987年撮影の8枚を合成作成。。

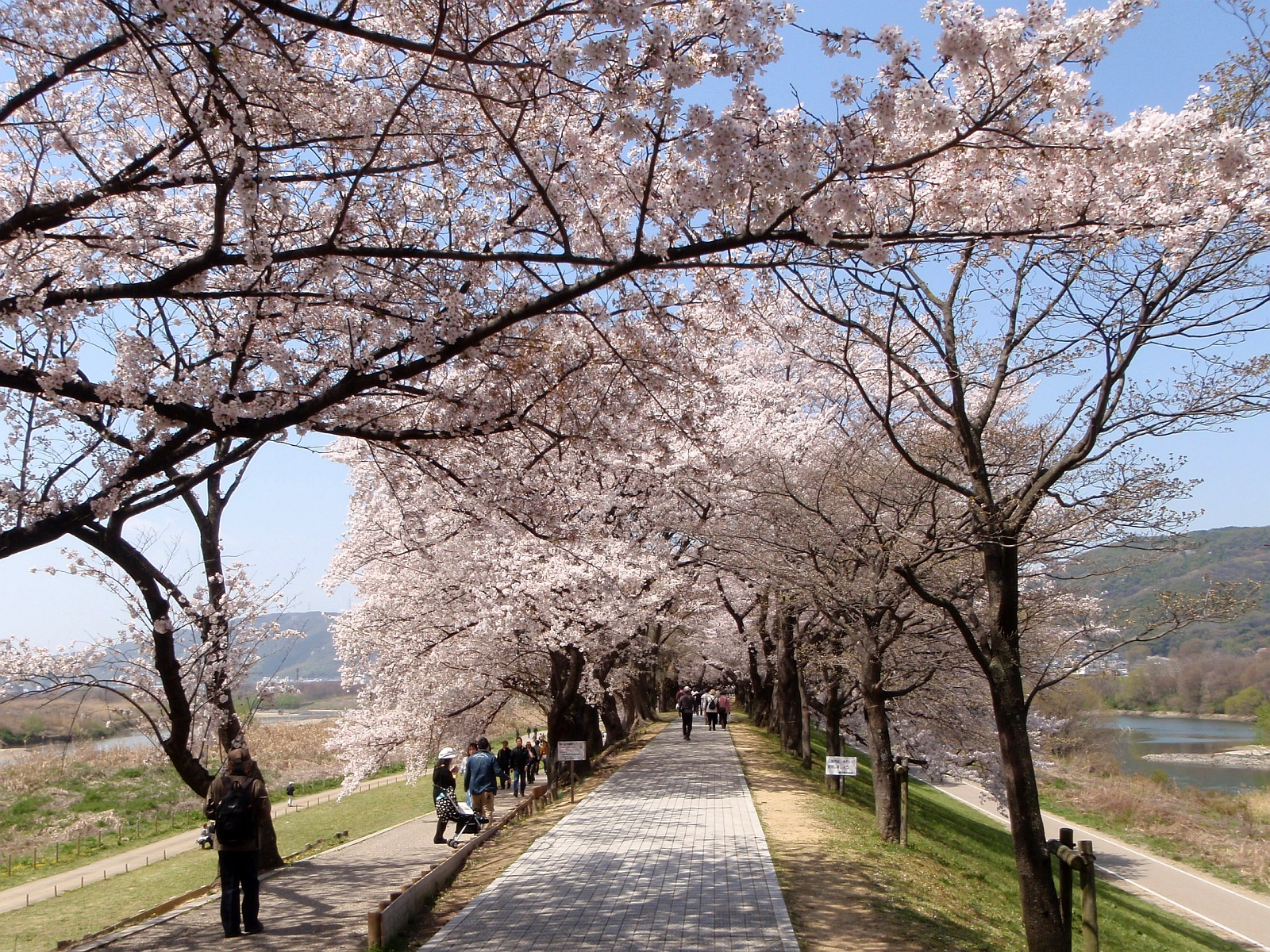
木津川（左）と宇治川を二分する「背割堤」

### 位置
木津川を挟んで久世郡久御山町、洞ヶ峠を越えて大阪府枚方市に接しており、市の中央を国道1号が南北に貫いている。国道1号と直交するような形で府道や市道が整備されており、京田辺市とつながっている。
市の西側には淀川が流れ、対岸に京都府乙訓郡大山崎町、大阪府三島郡島本町、大阪府高槻市を眺望できる。市の北端のかわきた自然運動公園内に、木津川、宇治川、桂川の三川合流地点があり、近くを通る国道478号で大山崎町とつながっている。
鉄道駅は3駅ある（京阪本線の石清水八幡宮駅・橋本駅および、鋼索線のケーブル八幡宮山上駅）。このうち、石清水八幡宮駅には急行が停車する。鋼索線は主に、市内随一の名所である石清水八幡宮への参詣客が利用する。
路線バス網は、京阪バスが京阪本線の樟葉駅と石清水八幡宮駅を軸に多数の系統を設けている。
男山を取り巻くように住宅地や田園が広がり、特に男山西側の地域は「男山団地」と呼ばれる人口集積地である。また、京阪東ローズタウンが美濃山・欽明台地区で開発されている。しかし、これら以外の箇所、特に国道1号の東側では人口の減少が目立っていることもあり、1980年代より約20年間にわたり7万5千人台でほぼ横這いとなっていた人口は減少傾向にある。

### 地形

#### 山岳
主な山
- 男山 - 三角点は鳩ヶ峰 (142.5m) 。愛称は八幡山（はちまんさん）。

主な峠
- 洞ヶ峠

#### 河川
主な川
- 木津川
- 宇治川
- 桂川
- 淀川

### 人口
2010年（平成22年）国勢調査より前回調査からの人口増減をみると、0.01％減の74,246人であり、増減率は府下26市町村中6位、36行政区域中10位。
人口密度は高く、府下では向日市、長岡京市に次ぎ26市町村中3位。
| |                                        |  |
| 八幡市と全国の年齢別人口分布（2005年） | 八幡市の年齢・男女別人口分布（2005年） |  |
| ■紫色 ― 八幡市 ■緑色 ― 日本全国 | ■青色 ― 男性 ■赤色 ― 女性              |  |
| 八幡市（に相当する地域）の人口の推移 \| 1970年（昭和45年） \| 22,974人 \| \| \| 1975年（昭和50年） \| 50,132人 \| \| \| 1980年（昭和55年） \| 64,882人 \| \| \| 1985年（昭和60年） \| 72,356人 \| \| \| 1990年（平成2年） \| 75,758人 \| \| \| 1995年（平成7年） \| 75,779人 \| \| \| 2000年（平成12年） \| 73,682人 \| \| \| 2005年（平成17年） \| 74,252人 \| \| \| 2010年（平成22年） \| 74,227人 \| \| \| 2015年（平成27年） \| 72,664人 \| \| \| 2020年（令和2年） \| 70,433人 \| \| |                                        |  |
| 総務省統計局 国勢調査より |                                        |  |
| 1970年（昭和45年） | 22,974人                               |  |
| 1975年（昭和50年） | 50,132人                               |  |
| 1980年（昭和55年） | 64,882人                               |  |
| 1985年（昭和60年） | 72,356人                               |  |
| 1990年（平成2年） | 75,758人                               |  |
| 1995年（平成7年） | 75,779人                               |  |
| 2000年（平成12年） | 73,682人                               |  |
| 2005年（平成17年） | 74,252人                               |  |
| 2010年（平成22年） | 74,227人                               |  |
| 2015年（平成27年） | 72,664人                               |  |
| 2020年（令和2年） | 70,433人                               |  |

### 隣接自治体・行政区
京都府
- 京都市（伏見区）
- 京田辺市
- 城陽市
- 乙訓郡：大山崎町
- 久世郡：久御山町

大阪府
- 枚方市
- 三島郡：島本町

## 歴史

### 近代
明治時代
- 1889年（明治22年）4月1日 - 町村制施行に伴い、綴喜郡八幡町、都々城村、有智郷村が発足。

### 現代
昭和時代

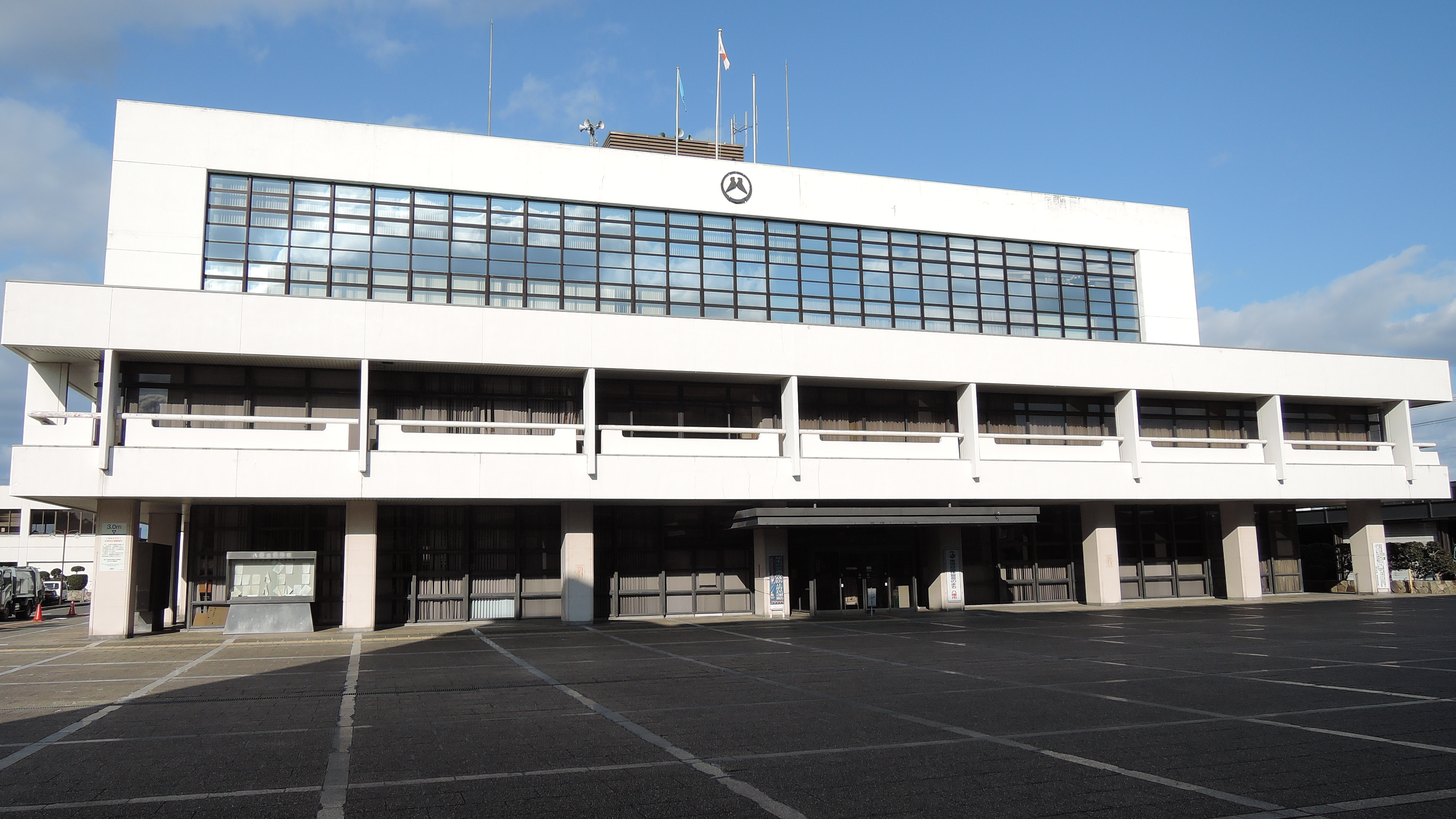
八幡市役所旧庁舎（2013年12月撮影）

- 1954年（昭和29年）10月1日 - 上記3町村が合併して八幡町となる。
- 1964年（昭和39年）10月1日 - 現在の市章となる町章を制定する[4]。
- 1977年（昭和52年）11月1日 - 市制を施行し、京都府内で11番目の市となる。
- 1982年（昭和57年） - 市制5周年を記念し「八幡市市歌」と市民音頭「やわた音頭」を制定。

令和時代
- 2023年（令和5年）
  - 1月1日 - 市役所の組織再編を実施[5]。
  - 1月10日 - 市役所新本庁舎で業務開始[5]。

## 行政

### 市長
- 市長 : 川田翔子（2023年11月13日就任、1期目）

歴代市長
| 代   | 氏名     | 就任日         | 退任日         | 備考                                 |
| ---- | -------- | -------------- | -------------- | ------------------------------------ |
| 初代 | 山中末治 | 1977年11月1日  | 1980年3月31日  | 旧八幡町長。健康上の理由により辞職。 |
| 2代  | 西村正男 | 1980年5月18日  | 1993年11月16日 | 任期中に死去                         |
| 3代  | 菱田嘉明 | 1993年12月26日 | 2000年2月6日   | 衆院選出馬のため辞職                 |
| 4代  | 牟礼勝弥 | 2000年2月27日  | 2008年2月26日  |                                      |
| 5代  | 明田功   | 2008年2月27日  | 2012年2月26日  |                                      |
| 6代  | 堀口文昭 | 2012年2月27日  | 2023年10月31日 | 健康上の理由により辞職               |
| 7代  | 川田翔子 | 2023年11月13日 | （現職）       | 女性の市長当選時の年齢で史上最年少   |

八幡市は、全国の自治体の99.8％が加盟する平和首長会議に加盟していない全国2自治体のうちの1つである。

## 議会

### 市議会
- 定数：21人[10][11]
- 任期：2019年4月30日 -2023年4月29日

### 衆議院
- 選挙区：京都6区（宇治市、城陽市、八幡市、京田辺市、木津川市、久世郡、綴喜郡、相楽郡）
- 任期：2021年10月31日 - 2025年10月30日
- 投票日：2021年10月31日
- 当日有権者数：460,284人
- 投票率：56.81％

| 当落 | 候補者名   | 年齢 | 所属党派     | 新旧別 | 得票数    | 重複 |
| ---- | ---------- | ---- | ------------ | ------ | --------- | ---- |
| 当   | 山井和則   | 59   | 立憲民主党   | 前     | 116,111票 | ○    |
|      | 清水鴻一郎 | 75   | 自由民主党   | 元     | 82,004票  |      |
|      | 中嶋秀樹   | 50   | 日本維新の会 | 新     | 58,487票  | ○    |

## 出先機関・施設

### 施設

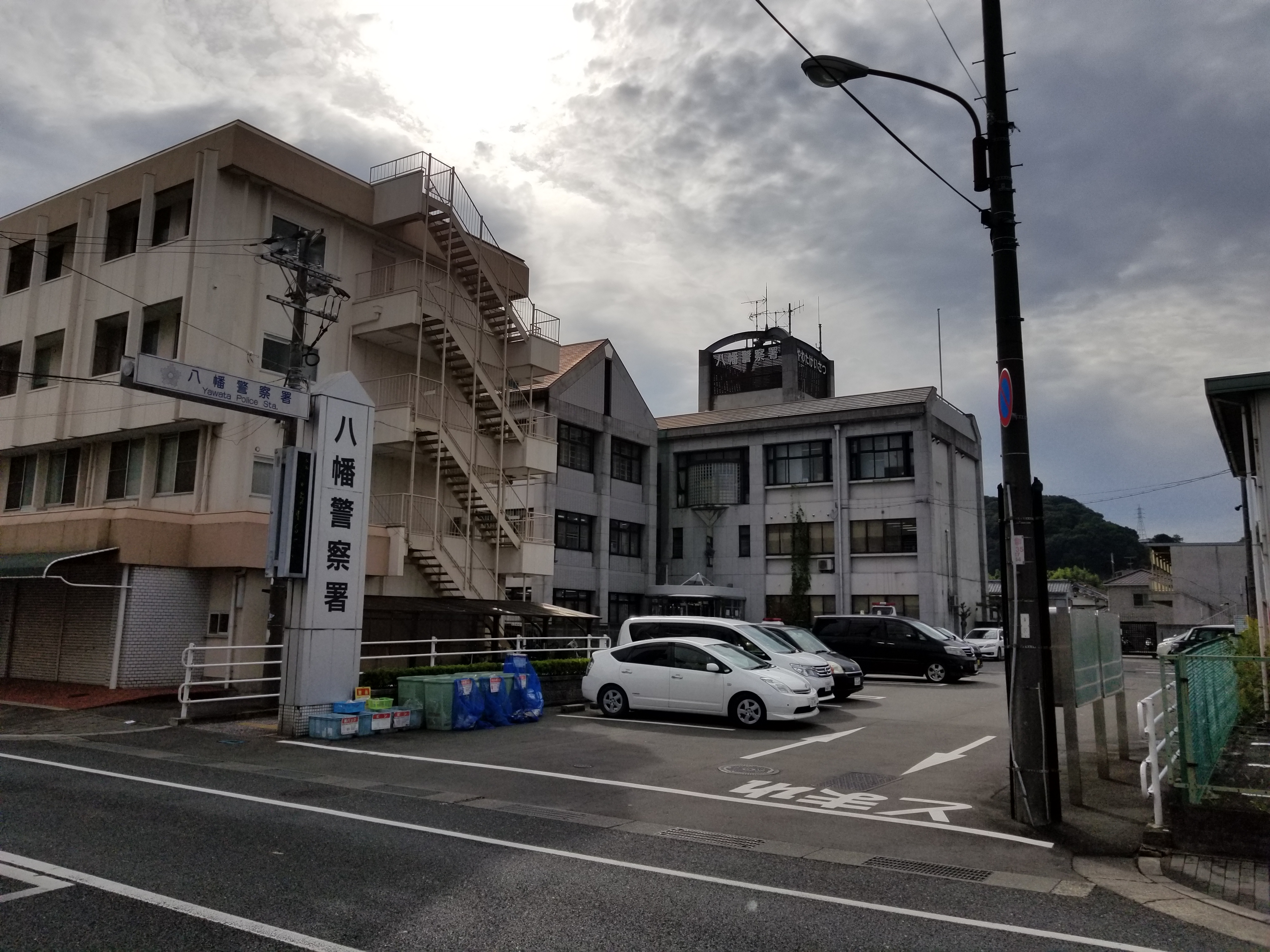
八幡警察署

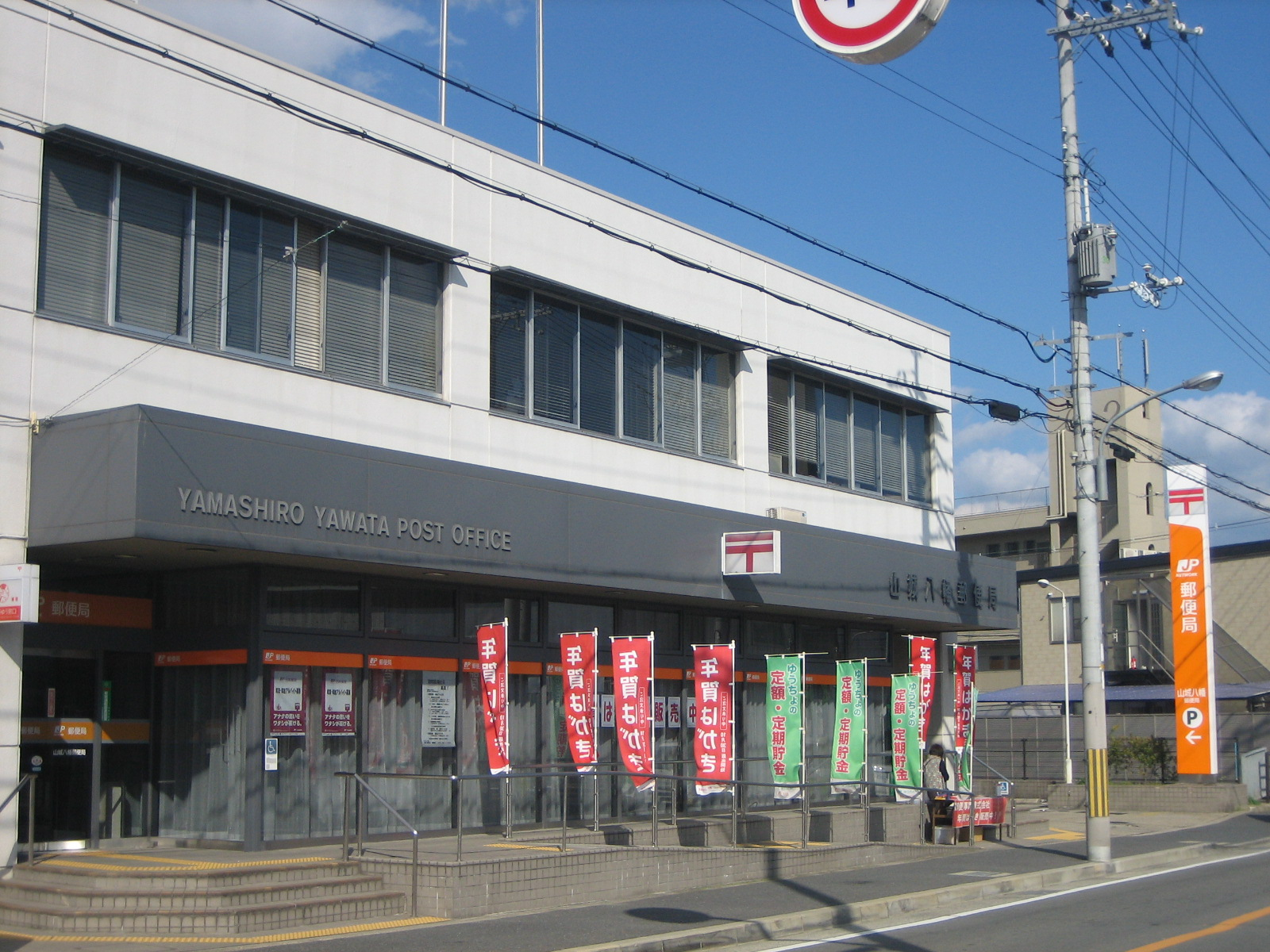
山城八幡郵便局

#### 警察
本部
- 京都府警察 八幡警察署

交番
- 橋本交番（八幡市橋本北ノ町）
- 男山交番（八幡市男山八望）
- 都々城交番（八幡市上津屋）
- 美濃山交番（八幡市欽明台西）
- 八幡市駅前交番（八幡市八幡高坊）
- 署所在地 （八幡警察署内）

#### 消防
本部
- 八幡市消防本部

消防署
- 八幡市消防署（八幡市八幡植松19-1）

#### 医療
主な病院
- 男山病院

#### 郵便局
主な郵便局
集配を行う郵便局は、市内に山城八幡郵便局が所在しているほか、一部地域を久御山郵便局が担当している。
市内の郵便番号（上5桁）は以下のとおり。
- 山城八幡郵便局（614-00・-08・-09・-80・-81・-82・-83・-84）
- 久御山郵便局（613-09）

#### 文化施設
図書館
- 八幡市立図書館

## 対外関係

### 姉妹都市･提携都市

#### 海外
姉妹都市
| 都市名   | 国名           | 地域名     | 提携年月日                |
| -------- | -------------- | ---------- | ------------------------- |
| マイラン | アメリカ合衆国 | オハイオ州 | 1986年（昭和61年）8月12日 |

提携都市
| 都市名 | 国名           | 地域名 | 提携年月日               |
| ------ | -------------- | ------ | ------------------------ |
| 宝鶏市 | 中華人民共和国 | 陝西省 | 1992年（平成4年）11月2日 |

## 経済
産業の規模は人口に比して小さい。

### 第一次産業

#### 農業
米や野菜などの生産が中心であるが、筍や梨などの生産も盛んである。
ただし、大阪市や京都市に近いことから宅地開発が進んで農地が減少することも多い。

### 第二次産業

#### 工業
工業は主として国道1号線沿いに立地している。金属加工などが代表的である。また立地を活かし、倉庫・物流拠点としての利用もある。

### 第三次産業

#### 商業
歴史的に、八幡宮の門前町のほか街道および河川交通の要衝として栄えたことから老舗の和菓子屋が多く、「やわた走井餅」「志ばん宗ういろ」「源氏巻」などの名物がある。
ホームセンタームサシ、イズミヤ、コーナン、コストコ、しまむら、ヤマダ電機、ケーズデンキ、ナップスなど、チェーン展開を行う大・中規模店舗の出店が目立つ。このうち、ヤマダ電機は、同社の全国進出の足がかりとして関西第1号店（テックランド京都八幡店）を、コストコ（コストコ京都八幡倉庫店）は関西での2店舗目をそれぞれ当市内に開店している。
市内に立地する競艇場外発売場「ボートピア京都やわた」は2007年（平成19年）に開業したもので、京都府内では初の競艇場外発売場となった。設置者は、市域への進出理由として近隣の人口規模や道路交通の利便性を挙げている。

### 本社を置く企業
- 人力引越社 - 引越業。正式社名は株式会社キョウトプラス。全国に支社を置いているが本社機能は八幡市に置く。公式キャラクターはクレヨンしんちゃん。
- 中利缶詰 - 栗甘露煮缶詰などを製造している。
- 京都京阪バス - 京阪バスグループ
- カツシロマテックス
- 関西フローズン - 江崎グリコグループ

### 拠点を置く企業
- 恩地食品京都工場 - 隣の枚方市に本社を置く製麺業。
- カネ美食品京都工場
- 武蔵野京都工場
- 四国乳業関西支店・京都工場
- 日本ルナ本店・京都工場 - 乳飲料製造業。日本ハムグループ。1997年に京都工場を八幡市に置く。2008年に大阪府東大阪市より京都工場内に本社を移転したが、2020年に本社機能を東京都品川区に移転し、再び工場のみとなった。ただし本店所在地は現在も京都工場と同一としている。
- イトーキスチール棚製造課
- 伊丹産業ガス事業部京都支店 - 充てん工場、オートガススタンド併設。
- 鶴見製作所京都工場
- 読売新聞京都工場 - 関西図書印刷が運営。京都府・滋賀県・福井県向けの読売新聞を印刷。

## 情報・生活

### マスメディア

#### 中継局
- 八幡テレビ中継局

### ライフライン

#### 電力
- 関西電力

#### ガス
- 大阪ガス

#### 上下水道
- 京都府営水道
- 八幡市上下水道部

#### 電信
- NTT西日本

## 教育・研究機関

### 大学
市内に本拠を持つ大学（短期大学を含む）はないが、大阪工業大学の八幡工学実験場がある。また、摂南大学枚方キャンパス（大阪府枚方市）の敷地の一部が当市に跨がる。

### 高等学校
府立
- 京都府立京都八幡高等学校
  - 北キャンパス
  - 南キャンパス

### 中学校
2017年（平成29年）、市内にある全中学校で完全給食を開始した。
市立
- 八幡市立男山中学校
- 八幡市立男山第二中学校
- 八幡市立男山第三中学校
- 八幡市立男山東中学校

### 小学校
2005年（平成17年）に校区の見直しおよび、学校を統廃合することが決定した。
市立
- 八幡市立八幡小学校
- 八幡市立中央小学校
- 八幡市立橋本小学校
- 八幡市立有都小学校
- 八幡市立南山小学校
- 八幡市立美濃山小学校
- 八幡市立さくら小学校 - 2008年4月開校。旧・第三小学校の敷地を利用。
- 八幡市立くすのき小学校 - 2010年4月開校。旧・第二小学校の敷地を利用。

### 特別支援学校
府立
- 京都府立八幡支援学校 - 2010年開校。

### その他の学校
- 京都府立消防学校 - 木津川対岸の飛地の八幡樋ノ口にある、

### 廃校
かつて設置されていた小学校
- 八幡市立八幡東小学校 - 2008年3月閉校。八幡小学校に統合。
- 八幡市立八幡第三小学校 - 2008年3月閉校。第五小学校と統合し、さくら小学校に。
- 八幡市立八幡第五小学校 - 2008年3月閉校。第三小学校と統合し、さくら小学校に。
- 八幡市立八幡第二小学校 - 2010年3月閉校。第四小学校と統合し、くすのき小学校に。
- 八幡市立八幡第四小学校 - 2010年3月閉校。第二小学校と統合し、くすのき小学校に。

## 交通

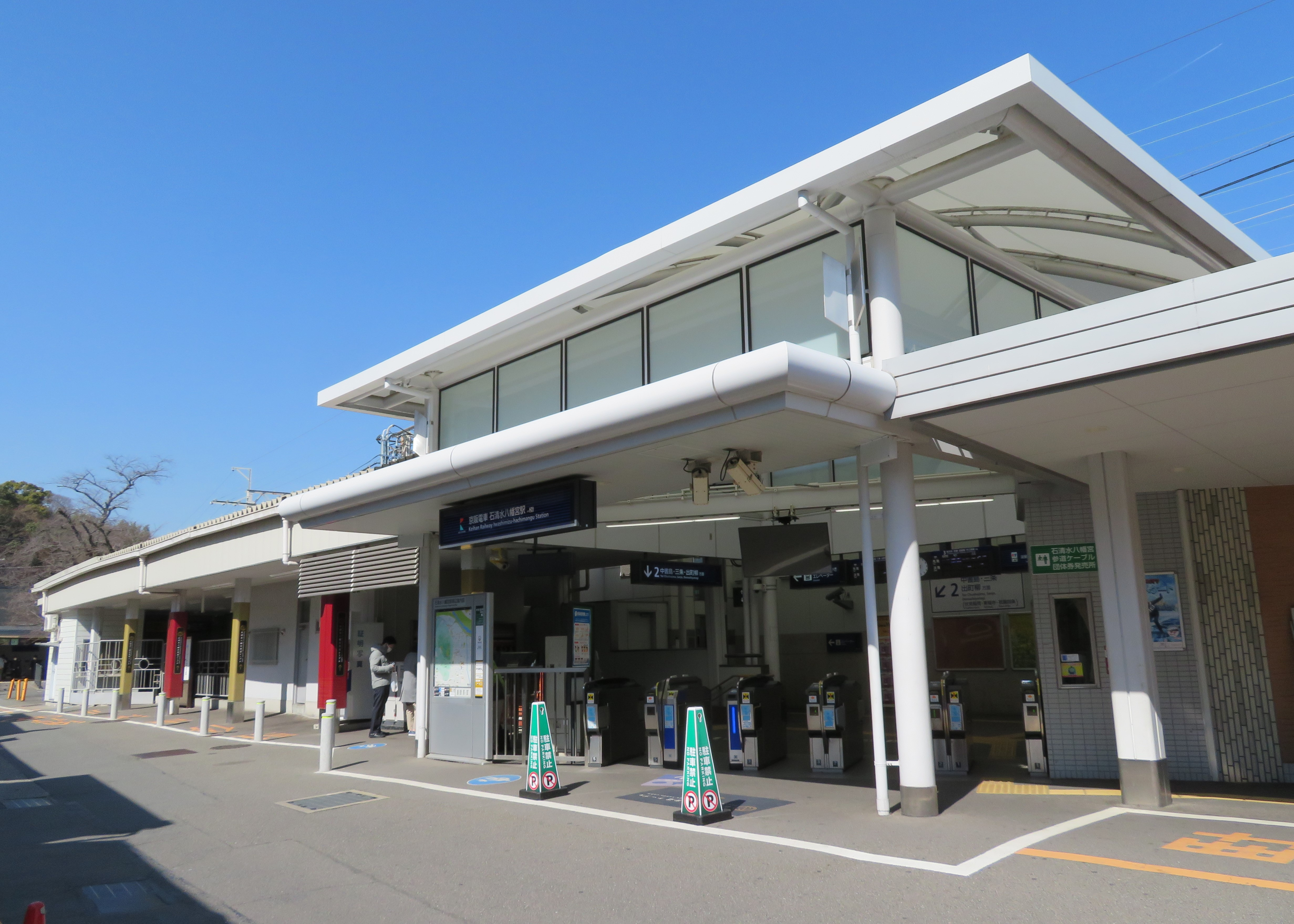
石清水八幡宮駅

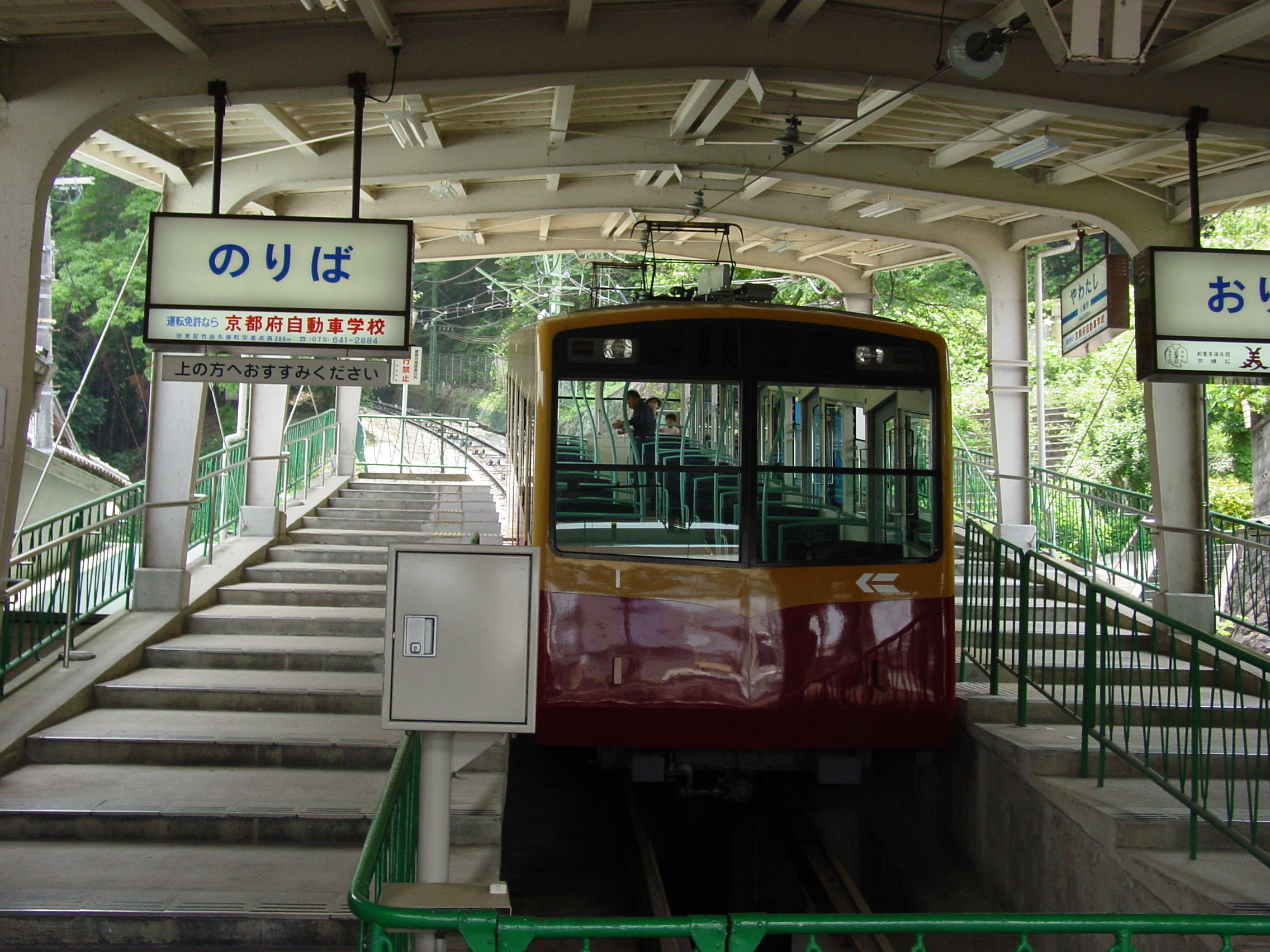
ケーブル八幡宮口駅（鋼索線ホーム）

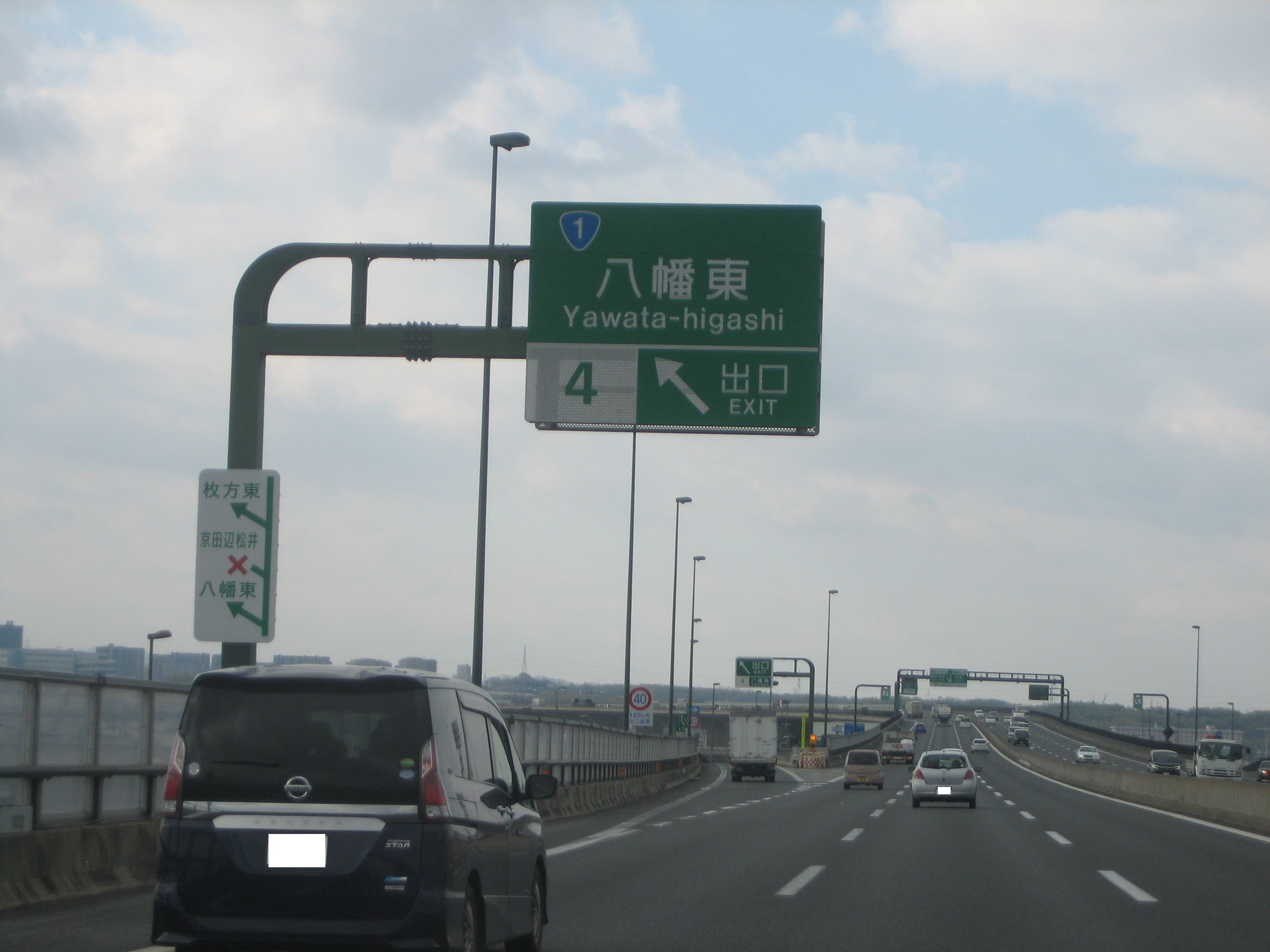
第二京阪道路 八幡東IC

### 鉄道
中心となる駅は石清水八幡宮（旧：八幡市）駅。市内には京阪以外の鉄道路線は一切通っていない。かつては大阪府守口市や門真市も同様だったが、前者は1977年に大阪市営地下鉄（当時、現：大阪市高速電気軌道（Osaka Metro））谷町線が、後者は1997年に大阪市営地下鉄長堀鶴見緑地線と大阪高速鉄道（当時、現:大阪モノレール）本線がそれぞれ延長して乗り入れるようになったため、京阪以外の鉄道路線が一切通っていない自治体は八幡市と隣接の久世郡久御山町のみになったが、同町は駅は無いため、駅がある自治体に限れば八幡市が唯一の事例となった。

#### 鉄道路線
京阪電気鉄道（京阪）
■京阪本線 ： - 石清水八幡宮駅 - 橋本駅 -
■鋼索線（石清水八幡宮参道ケーブル）：ケーブル八幡宮口駅 - ケーブル八幡宮山上駅

### バス

#### 路線バス
市域内はほとんどの路線を京阪バスが運行している。基本的に京田辺営業所と、本市に所在する男山営業所が担当している。
他にも京都京阪バスの本社と八幡営業所があるが、市内の路線は南東部の一部およびコミュニティバスの1路線「コミュニティバスやわた」のみである。
地域によっては、路線が市内に所在する駅へ向かわず、枚方市の樟葉駅、京田辺市の松井山手駅、京田辺駅、新田辺駅へしか向かわない。
このほか、NPO法人道しるべによる橋本西山地域オンデマンド交通、および京阪バス八幡志水線廃止代替として京都第一交通による乗合タクシーも運行される。

### 道路

#### 高速道路
- E1A新名神高速道路 八幡京田辺インターチェンジ
- E88京滋バイパス 久御山淀インターチェンジ（大山崎方面の出入口が飛地内にある）
- E89第二京阪道路 八幡東インターチェンジ

上記のほか、市境から1km程度の場所に名神高速道路 大山崎インターチェンジがある。

#### 国道
- 国道1号
- 国道478号（京都第二外環状道路）

#### 府道
主要地方道
- 京都府道・大阪府道13号京都守口線
- 京都府道22号八幡木津線
- 京都府道81号八幡宇治線

一般府道
- 京都府道251号富野荘八幡線
- 京都府道281号八幡城陽線
- 京都府道282号内里城陽線
- 京都府道284号八幡京田辺インター線
- 大阪府道・京都府道735号長尾八幡線
- 大阪府道・京都府道736号交野久御山線
- 京都府道801号京都八幡木津自転車道線

## 観光

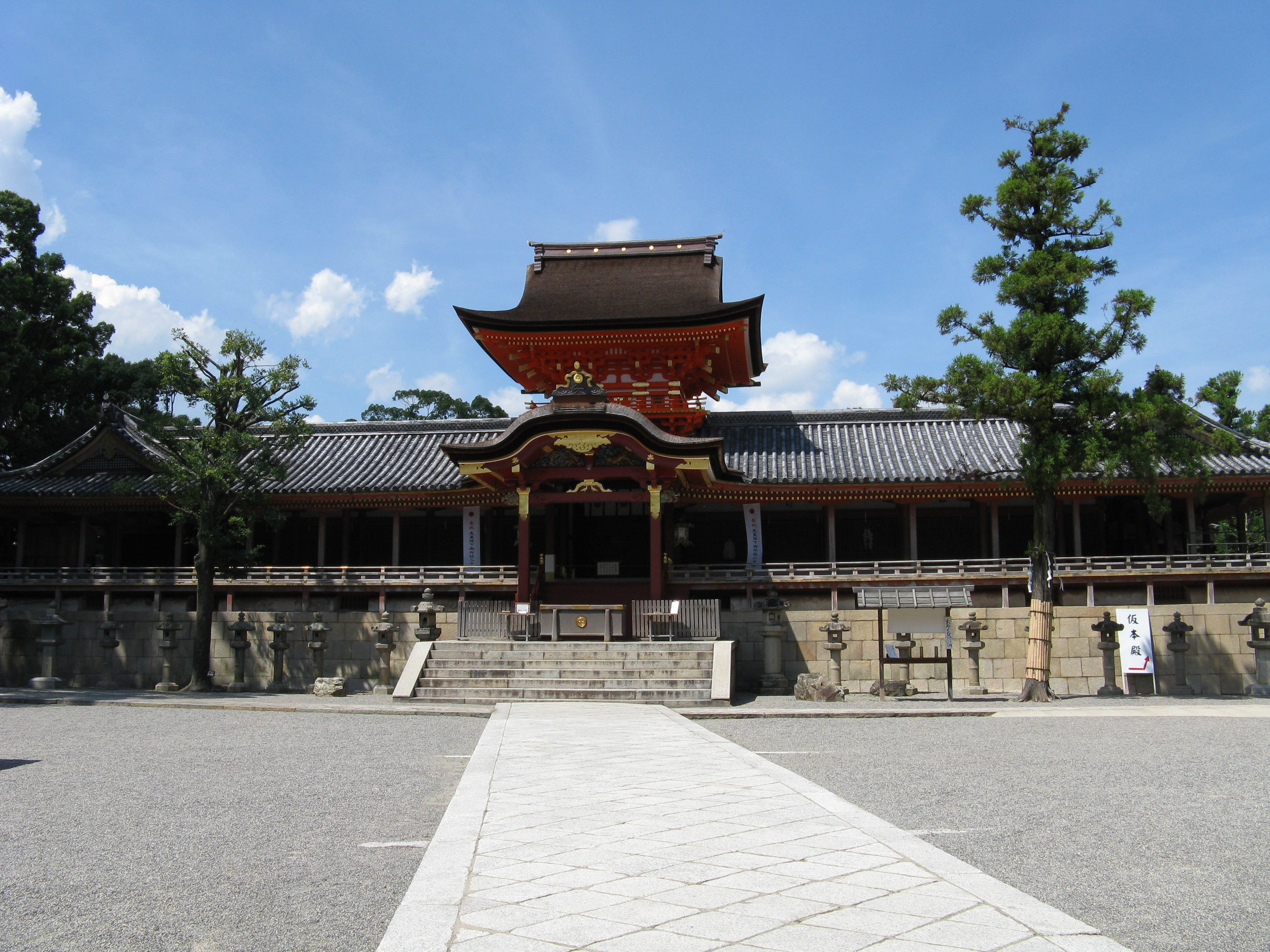
石清水八幡宮上院社殿

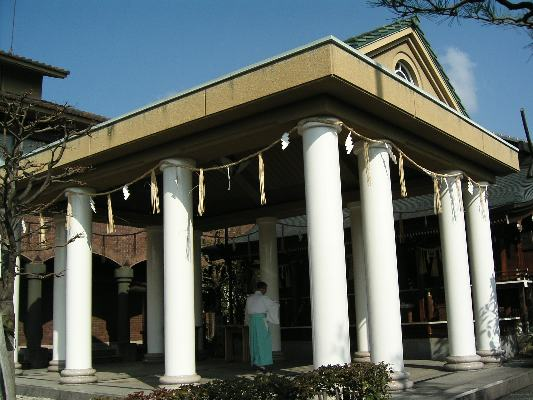
飛行神社

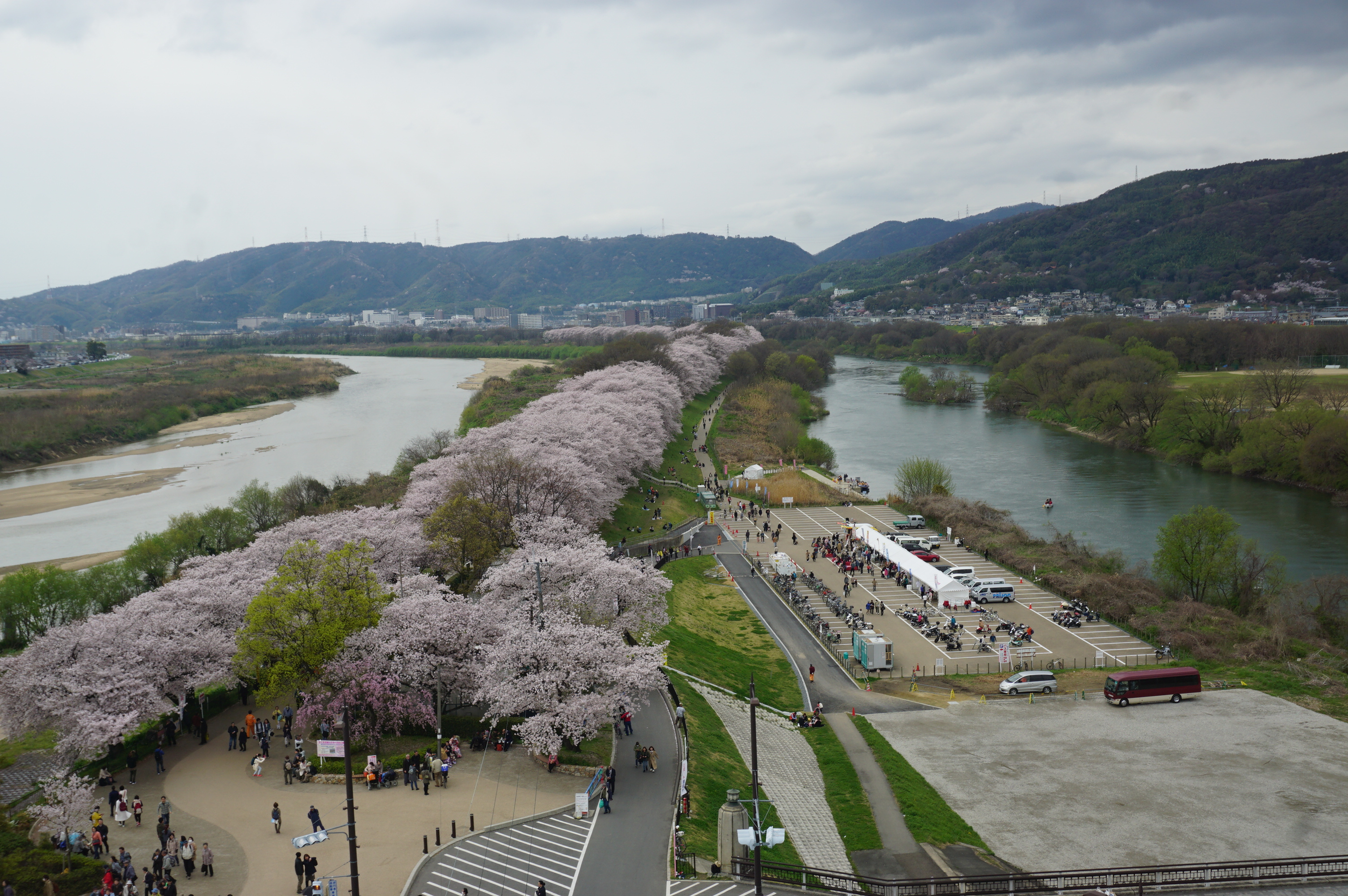
淀川河川公園背割堤の桜並木

### 名所・旧跡
「善法律寺」や「法園寺」など神職が創建した寺院が多い地区である。
主な寺院
- 神応寺
- 正法寺
- 松花堂泰勝寺
- 単伝庵（通称らくがき寺）
- 善法律寺 – 通称「もみじ寺」。律宗。本尊は八幡大菩薩（僧形八幡神）。足利家ゆかりの寺で、室町幕府の歴代将軍（足利義満・義教・義政）が参拝した。[17]
- 薬薗寺

主な神社
- 石清水八幡宮 – 日本三大八幡宮のひとつ。
- 相槌神社
- 内神社
- 飛行神社 – 飛行機の神饒速日命と航空事故の犠牲者などを祀る。ギリシャ風の拝殿を持っている。日本で最初に飛行原理を研究した二宮忠八が創建した。
- 狩尾神社
- 高良神社 - 菟芸泥赴によると高良大社ともいう。

かつて存在した遊廓
- 橋本遊廓（八幡町遊廓）[18]

### 観光スポット
- エジソン記念碑 – 石清水八幡宮境内に設置[19]。1879年、トーマス・エジソンが灯火の革命ともいえる炭素白熱電球を発明した際、境内に生えている竹をフィラメントに採用し、量産にあたっては初期の十数年にわたって使用した。
- 松花堂 – 松花堂弁当の名の由来はここから広まった。松花堂庭園は国の史跡・名勝。美術館併設。
- 上津屋橋 – 木津川に架けられている日本最長級の木造橋梁。その構造から「流れ橋」と通称される。木造であり独特の風情があることから、時代劇など映画やテレビドラマなどの撮影にも使用される。食事処や宿泊施設などの複合施設として、流れ橋交流プラザ四季彩館が2002年に開業している。
- 淀川河川公園 (背割堤地区) - 同公園の「景観保全地区」のひとつ。木津川と宇治川を分ける背割堤に1.4kmにわたり約250本の桜の大木が植えられている。見頃となる4月上旬には「背割堤さくらまつり」が開催される。2017年春に展望台総合施設さくらであい館が完成した。
- 伊佐家住宅（主屋、蔵4棟、及び土地） – 国の重要文化財
- 中村家住宅（大歌堂、上の蔵、表門） – 国の登録有形文化財[20]
- 洞ヶ峠 – 天正10年（1582年）、本能寺の変の直後に主君織田信長を討った明智光秀の軍と信長の重臣羽柴秀吉の軍が山城国山崎において激突した（山崎の戦い）。この時、明智・羽柴の双方から加勢を依頼された大和の大名筒井順慶は、一度は明智側に従って山崎の南方にある洞ヶ峠まで兵を進めながらも、最終的にはどちらに付くか日和見をしたとの伝説があったため、日和見する事を洞ヶ峠あるいは洞ヶ峠を決め込むと表現することがある。

作品
- 徒然草 – 日本三大随筆のひとつ。第52段は八幡市が舞台となっている。仁和寺の法師が、歳をとるまで石清水に詣でたことがなかったので、あるとき思い立って参詣しに来たが、手前（麓）にある高良神社と極楽寺のみを参詣して、肝心の本社には参らずに帰ってしまった。法師は「神様へお参りすることが本意だと思い、山までは見に行かなかった」と周囲の者に言った。ちょっとしたことにも案内役は必要なものだ、という話である。

## 文化・名物

### 祭事・催事
- 石清水祭
- 太鼓祭り（高良社祭） – 7月中旬に高良神社で行われる祭事（7月18日宮入り）。太鼓を乗せた屋形みこしが威勢よく市内を練り歩く。

### 名産・特産
- 八幡巻

## 出身関連著名人

### 出身著名人
政治家
- 奥繁三郎 - 衆議院議長
- 中嶋秀樹 - 政治家（衆議院議員）
- 菱田嘉明 - 政治家（八幡市長、衆議院議員を歴任）
- 山中末治 - 政治家（八幡町長、八幡市長、衆議院議員を歴任）

芸能
- 與真司郎 - 歌手（「AAA」メンバー）
- 今井恵理 - タレント（「シェイプUPガールズ」メンバー）
- 大野愛地 - ブレイクダンサー
- 佐藤アツヒロ - 俳優（元「光GENJI」メンバー）。小学生の中頃まで在住。
- 西田麻衣 - グラビアアイドル
- 林伸行 - 元 お笑い芸人（元「坂道コロンブス」メンバー）。
- 松丘慎吾 - お笑い芸人（元「坂道コロンブス」「鼻エンジン」「くらげライダー」、現「チャイム」メンバー）。

スポーツ
- 宇野雅美 - 元 プロ野球選手（投手、東京ヤクルトスワローズなどに在籍した）。
- 河内貴哉 - プロ野球選手（投手、広島東洋カープ）。出生地。
- 阪口竜平 - 陸上選手
- 松岡力 - 格闘家（K-1甲子園、グローリーに出場）
- 北勝芯心 (北勝芯) - 大相撲力士 (八角部屋)
- 男山勇之信 (男山) - 大相撲力士 (高島部屋)
- 藤田宗一 - 元 プロ野球選手（投手、千葉ロッテマリーンズなどに在籍した）
- 山城純也 - プロサッカー選手（MF、元 サガン鳥栖）。
- 植村ひろみ - 元重量挙げ選手（日本女子初の世界選手権メダリスト）
- 平松裕司 - 陸上走高跳選手（2015北京陸上に出場）。男山東中学校出身。

その他
- 乾龍介 - 元朝日放送アナウンサー
- 井上麻子 - ラジオパーソナリティ
- 佐藤康光 - 将棋棋士。元将棋名人・永世棋聖、日本将棋連盟会長。佐藤康光杯争奪将棋大会が開催されている。京都府出身者初の将棋名人。また八幡市出身者で史上初の紫綬褒章受章者でもある（2017年4月受章）。
- BUNBUN - イラストレーター。八幡市長の堀口文昭の息子。
- 堀口悠紀子 - アニメーター。八幡市長の堀口文昭の娘。
- 満若勇咲 - ドキュメンタリー映画監督
- 山崎哲秀 - 極地探検家

### 関連著名人
- 松花堂昭乗 - 江戸時代初期の僧侶、文化人。出身は堺。
- 那須晃行 - お笑い芸人。なすなかにしのメンバー。
- 森毅 - 数学者。出身は東京都台東区浅草だが、最後の居住地が当市だった。
- 吉井勇 - 歌人。終戦直後から1948年までの3年間居住（後に京都市に戻る）。
- 豊松秀己 - 原子力技術者。関西電力取締役副社長。八幡市在住。